# Бистріков Григорій Федотович
Григорій Федотович Бистріков (6 серпня 1908, село Сокільники, тепер Новоайдарського району Луганської області — 15 травня 1981, місто Ленінград, тепер Санкт-Петербург) — радянський військовий діяч, політпрацівник, генерал-лейтенант. Член Ревізійної Комісії КПУ у 1956 — 1960 р.

## Біографія
Народився 24 липня (6 серпня) 1908 року в селі Сокільники Слов'яносербського повіту Катеринославської губернії. Під час громадянської війни воював у складі загону Частин особливого призначення на Луганщині.
Член РКП(б) з 1920 року.
У серпні — листопаді 1920 р. — слухач Луганської губернської школи. У листопаді 1920 — серпні 1921 р. — слухач Свердловського комуністичного університету в Москві.
З 1922 року — у Червоній армії. У січні 1922 — січні 1923 р. — політичний керівник 81-го кавалерійського полку Північно-Кавказького військового округу. У січні 1923 — жовтні 1924 р. — відповідальний організатор 1-го Гатчинського стрілецького полку 5-ї армії.
У жовтні 1924 — серпні 1926 р. — курсант Військово-політичної школи у місті Томську.
У серпні 1926 — лютому 1929 р. — військовий комісар окремої штрафної роти, у лютому — вересні 1929 р. — інструктор Політичного відділу артилерійського дивізіону Сибірського військового округу.
З 1929 року — у Військово-морському флоті СРСР. У вересні 1929 — квітні 1932 р. — слухач морського факультету Військово-політичної академії імені Толмачова у Ленінграді.
У квітні — серпні 1932 р. — військовий комісар дивізіону тральщиків, загону торпедних катерів. У серпні 1932 — листопаді 1933 р. — помічник з політичної частини командира загону особливого призначення Тихоокеанського флоту. У листопаді 1933 — жовтні 1936 р. — помічник з політичної частини командира підводного човна «Щ-109».
У жовтні 1936 — червні 1937 р. — начальник будівельного сектора Політичного управління Тихоокеанського флоту. У червні — грудні 1937 р. — військовий комісар 9-ї артилерійської бригади. У грудні 1937 — лютому 1939 р. — військовий комісар Владивостоцького укріпленого району. У 1938 році брав участь в бойових діях проти японської армії біля озера Хасан.
У лютому — серпні 1939 р. — заступник начальника Політичного управління Тихоокеанського флоту.
У серпні 1939 — липні 1943 р. — член Військової Ради Північної Тихоокеанської флотилії.
У липні 1943 — грудні 1947 р. — начальник Політичного відділу Кронштадтського морського оборонного рубіжу Червонопрапорного Балтійського флоту. Учасник радянсько-німецької війни.
У грудні 1947 — квітні 1949 р. — заступник з політичної частини командувача Червонопрапорної Амурської флотилії.
У квітні 1949 — липні 1950 р. — заступник з політичної частини командувача 5-го Військово-морського флоту. У липні 1950 — грудні 1955 р. — член Військової Ради 8-го Військово-морського флоту.
У грудні 1955 — квітні 1957 р. — член Військової Ради Чорноморського флоту.
З квітня 1957 — у запасі. Проживав у Ленінграді. Похований на Серафимівському цвинтарі.

## Звання
- дивізійний комісар (24.09.1942)
- генерал-майор берегової служби (13.12.1942)
- генерал-лейтенант (3.11.1951)

## Нагороди
- орден Леніна (1947)
- орден Нахімова 2-го ст. (1945)
- орден Вітчизняної війни 2-го ст. (1944)
- три ордена Червоного Прапора (1943, 1944, 1952)
- три ордена Червоної Зірки (1943, 1944, 1971)
- медалі